# Herbert Knaup
Herbert Knaup est un acteur allemand né le 23 mars 1956 à Sonthofen.

## Biographie
Knaup a passé sa jeunesse dans l'Allgäu. Sa scolarité terminée (au niveau de la Mittlere Reife), il alla à Munich où il fréquenta la célèbre école de théâtre fondée par Otto Falckenberg. Après cette formation il fit un stage d'un an aux Münchner Kammerspiele et fut engagé à partir de 1978 par de nombreux théâtres dans tout le pays. Il joua entre autres à Heidelberg, Bâle, Brême, Vienne et Cologne et fit cette même année avec Coda ses débuts au cinéma.
Il est un de ceux qui sont à l'origine de la Société allemande des acteurs de cinéma et de télévision, fondée en avril 2006. Il est, en Allemagne, l'un des acteurs les plus populaires. On le découvre, en France, dans le film La Vie des autres.
Il a créé en février 2011 la pièce de Florian Zeller : La Vérité (créée en France par Pierre Arditi).

## Filmographie partielle
- 1989 : Le Dernier chemin de Waller (Wallers letzter Gang) de Christian Wagner
- 1994 : Les Invincibles (Die Sieger) de Dominik Graf
- 1995 : Frère sommeil (Schlafes Bruder) de Joseph Vilsmaier
- 1998 : Cours, Lola, cours ! (Lola rennt) de Tom Tykwer
- 1999 : Jimmy the Kid de Wolfgang Dickmann : John Dortmunder
- 2000 : Nuremberg (Nürnberg – Im Namen der Menschlichkeit) : Albert Speer
- 2003 : Anatomie 2 de Stefan Ruzowitzky
- 2004 : Une famille allemande (Agnes und seine Brüder) d'Oskar Roehler
- 2005 : La Vie des autres (Das Leben der Anderen) de Florian Henckel von Donnersmarck
- 2006 : Les Particules élémentaires (Elementarteilchen) d'Oskar Roehler
- 2005 : Der Mörder meines Vaters d'Urs Egger (TV)
- 2006 : Le Naufrage du Pamir (Der Untergang der Pamir) de Kaspar Heidelbach (de) (TV)
- 2007 : Du bist nicht allein de Bernd Böhlich
- 2008 : Mogadiscio de Roland Suso Richter (TV)
- 2009 : Sissi : Naissance d'une Impératrice (Sisi) de Xaver Schwarzenberger (TV)
- 2009 : Erntedank. Ein Allgäukrimi de Rainer Kaufmann (TV)
- 2010 : Eichmanns Ende de Raymond Ley (TV) : Adolf Eichmann
- 2011 : Sous la ville (W ciemności) de Agnieszka Holland : Ignace Chiger
- 2012 : Milchgeld. Ein Kluftingerkrimi de Rainer Kaufmann (TV)
- 2012 : Trois pièces, cuisine, bains (3 Zimmer/Küche/Bad) de Dietrich Brüggemann (TV)
- 2014 : Le Bébé et le Clochard (Glückskind) de Michael Verhoeven (TV)

## Distinctions
- 1994 : Bayerischer Filmpreis
- 1999 : Deutscher Filmpreis/Bester Nebendarsteller
- 1999 : Bundesfilmpreis
- 2005 : Goldene Kamera – Meilleur acteur allemand

## Musique
Depuis 2007, existe le groupe Neffen und Knaup (« Knaup et ses neveux ») qu'il a créé avec ses deux neveux. En même temps qu'ils publiaient un album, ils ont commencé une tournée en Allemagne.
Les chansons ont été enregistrées dans le studio privé de Knaup à Erlbach près de Weichs (Haute Bavière).
Le CD a été édité par « Knaup Records », marque fondée par Knaup lui-même.

## Sources
- (de) Cet article est partiellement ou en totalité issu de l’article de Wikipédia en allemand intitulé « Herbert Knaup » (voir la liste des auteurs).